# 芳賀高定
芳賀 高定（はが たかさだ）は、戦国時代から安土桃山時代にかけての武将。下野宇都宮氏の家臣。

## 略歴
大永元年（1521年）、益子勝宗の三男として誕生。
天文10年（1541年）、宇都宮氏に反抗的で謀反を起こした芳賀高経が宇都宮尚綱に討ち果されると、高定は主君・尚綱からの命で芳賀氏を継いだ。
天文18年（1549年）、尚綱が喜連川五月女坂の戦いで那須高資に敗死し，重臣壬生綱房が反旗を揚げると、尚綱の子で幼年であった伊勢寿丸（後の宇都宮広綱）を連れて宇都宮城を脱出、居城の真岡城へと戻り幼い当主・広綱を補佐して主家の再興を図る。天文20年（1551年）には謀略をしかけて、千本城主・千本資俊に先君の仇である那須高資を千本城にて誘殺させ、弘治元年（1555年）には宇都宮氏に対して反抗を続ける芳賀高照（高経の子）を自害に追い込んだ。
弘治2年（1556年）、高定は芳賀氏出自の母を持つ江戸忠通や、古河公方の足利義氏、関東一円を勢力下に置いていた北条氏康を通して常陸国の佐竹義昭に宇都宮城奪還のための出兵を要請し、これを受けた佐竹軍が飛山城へと進軍、宇都宮城を占拠していた壬生綱雄を追放し、名実共に広綱を擁して宇都宮に帰還を果たした。
その後は佐竹氏との婚姻同盟を成立させ、また後北条氏とも結び、益子家宗（高定の甥）に匿われていた芳賀高継（高照の弟）に家督を譲って隠棲した。